# Ochrota quadripunctata
Ochrota quadripunctata är en fjärilsart som beskrevs av Walker 1864. Ochrota quadripunctata ingår i släktet Ochrota och familjen björnspinnare. Inga underarter finns listade i Catalogue of Life.